# Burgwall Alt Brieselang
Bei dem Burgwall bei Alt Brieselang, einem Ortsteil der Gemeinde Brieselang im Landkreis Havelland, handelt es sich um den Burgstall einer slawischen Niederungsburg, einem slawischen Burgwall.

## Beschreibung
Das Bodendenkmal liegt nordwestlich des Ortes im Wald und wird als Bussenwall bezeichnet. Allem Anschein nach wurde die Anlage bis zum christlichen Mittelalter genutzt. Die einstige Wallburg wurde auf einer natürlichen Erhebung in direkter Nähe der Muhre angelegt. Heute ist die einstige Schutzlage aber nicht mehr nachvollziehbar, da durch die Anlage des nahen Havelkanals der natürliche Lauf der Muhre stark verändert wurde.